# Monika Debertshäuser
Monika Debertshäuser, född 18 september 1952, är en före detta längdskidåkare som tävlade för det tidigare Östtyskland under 1970-talet.